# Little Bohemia

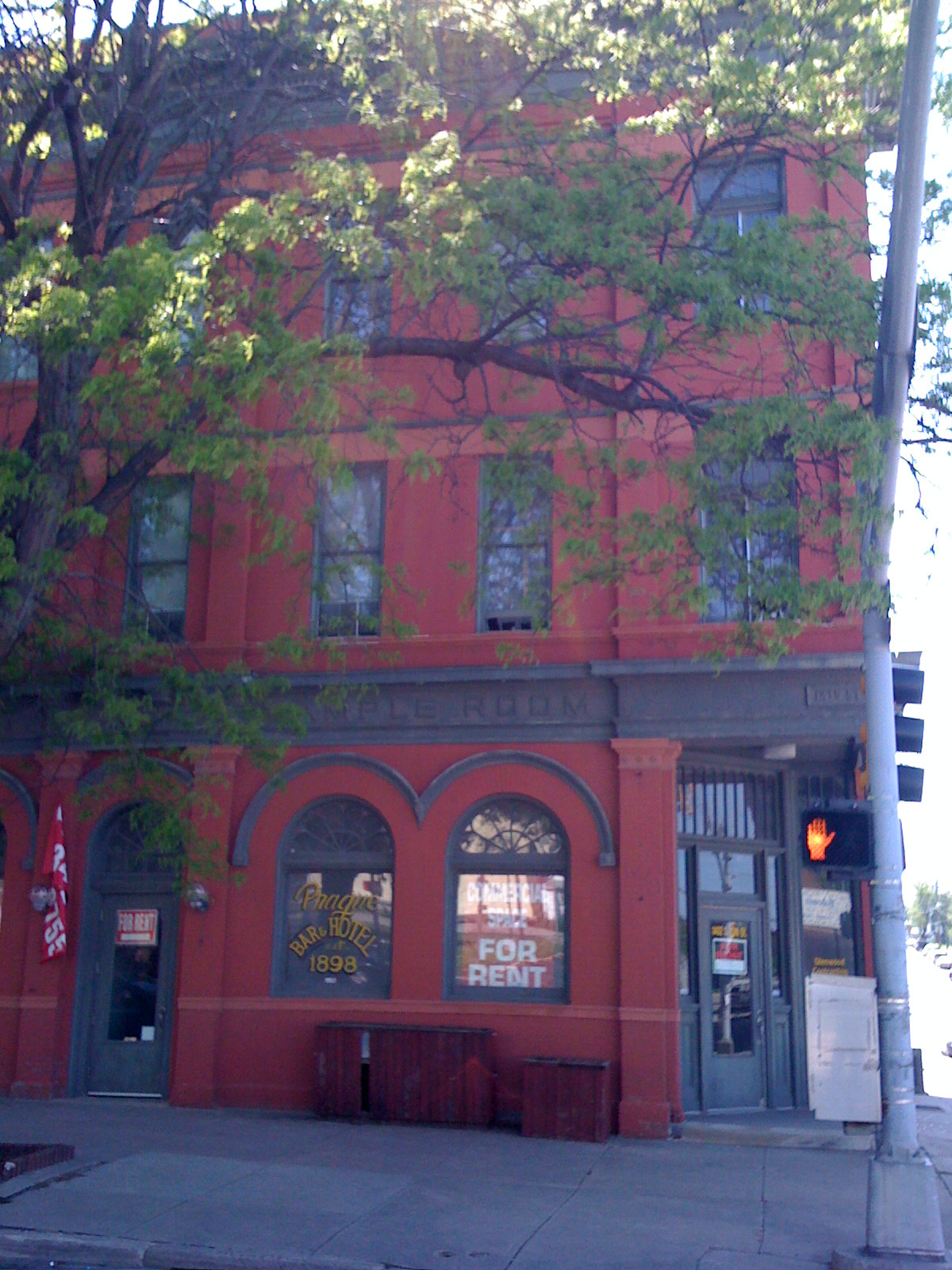
Hotel Praha

Little Bohemia také Bohemian Town (česky Malé Čechy) je historickou čtvrtí města Omaha v Nebrasce ve Spojených státech amerických. Také bývá nazývána „Praha“. Čeští imigranti se začali v této oblasti usazovat v 80. letech 19. století. Čtvrť je ohraničována ulicí South 10th Street z jihu, ulicí South 16th Street ze západu, ulicí Pierce Street ze severu a ulicí Martha Street z jihu. Obchodní oblast čtvrti Little Bohemia se nachází kolem ulic South 13th Street, South 14th Street a centrum má na ulici William Street. Celá čtvrť se nachází jižně od centra města a na východě přímo hraničí s čtvrtí Little Italy (Malá Itálie).

## Historie
V počátcích imigrace z Rakouska-Uherska nacházeli Češi práci v oboru produkce a zpracování masa, u společnosti American Smelting and Refining Company, která sídlila severně od centra a byla přední tavírnou kovů v oblasti, nebo v obchodech s vybavením pro železnici, železniční společnosti Union Pacific. K důležitým budovám zde patří Prague Hotel (Hotel Praha), který byl navržen Josephem Guthem a postaven v roce 1898 Gottliebem Storzem, sál Sokol Auditorium, postavený v roce 1926 omažskými sokoly a český katolický kostel St. Wenceslaus Church (kostel svatého Václava). V roce 1919 komunita měla vlastní obchod se smíšeným zbožím, potraviny, obchod s textilním zbožím, pekárnu, hostinec, obuvníka, kloboučníka a lékaře. S růstem průmyslu na zpracování masa v Omaze se mnoho Čechů přestěhovalo z čtvrti Little Bohemia do Jižní Omahy, blíž ke svému zaměstnání. Poté proto byla velká koncentrace Čechů ve východní části Jižní Omahy. Imigrační akt z roku 1924 měl za následek ukončení rozsáhlé imigrace Čechů do Omahy.

## Památky
Ve čtvrti Little Bohemia se nachází několik význačných památek.
- Prague Hotel (Hotel Praha) na jihozápadním rohu ulic South 13th Street a William Street.
- Bohemian Presbyterian Church (Český presbyteriánský kostel) na adrese Hickory Street 1474. Nad vchodem do kostela je umístěn kalich z vitrážového skla, který je symbolem husitů. Mše v českém jazyce se zde konaly až do roku 1980.
- Kavárna Bohemian Cafe na jihozápadním rohu ulic South 13th Street a William Street, vedle hotelu Prague Hotel. Kavárna byla založena roku 1924 a je vyzdobena ručně malovanými lidovými obrazy. Od počátečních let se obsluha kavárny oblékala do tradičních českých krojů.
- Hřbitov Bohemian National Cemetery na ulici Center Street.
- Sál Sokol Auditorium na severozápadním rohu ulic South 13th Street a Martha Street. Sokol Auditorium je významné jak pro svou historii, tak pro současná hudební vystoupení a sportovní události. Hala byla postavena v roce 1926 a má kapacitu 1 500 míst. Pod sálem v suterénu se nachází klub Sokol Underground, kde se konají rockové a hip hopové koncerty.
- St. Wenceslaus Church (kostel svatého Václava).
- Obchod s koblihami na ulici South 13th Street.
- Podnik Tourek Engraving and Printing na ulici South 13th Street.
- Firma Milacek and Sons Monument Company naproti hřbitovu Bohemian National Cemetery na ulici Center Street.
- Obchod Tomasek Machine Shop, Inc. na ulici South 13th Street.
- Česká rodinná tiskárna Huser Printing na ulici South 13th Street.
- Bývalé ředitelství společnosti Bohemian-American National Committee na adrese South 13th Street 1211.
- Na adrese South 13th Street 1436 žil jako malý známý animátor společnosti Disney, Art Babbitt (8. října 1907 – 4. března 1992), vlastním jménem Arthur Harold Babitsky.